# Cité du Wauxhall
La cité du Wauxhall est une voie publique située dans le 10e arrondissement de Paris.

## Situation et accès
La cité est desservie par de nombreux transports dont notamment le métro par les lignes 3, 5, 8, 9 et 11 à la station République.

## Origine du nom
Cette voie porte le nom d'une ancienne salle de spectacles, d'attractions, de tournois et de réunions (vauxhall) liée au Tivoli-Vauxhall de Paris, ouvert au XVIIIe siècle par Jean-Baptiste Torré, artificier italien.

## Historique
Cette voie est percée en 1841 sur l'emplacement du Wauxhall d'été et ouverte au public par une ordonnance de police du 16 décembre 1847.